# 固體燃料火箭
固體火箭發動機是燃料和氧化劑以固體狀態直接儲存的火箭發動機，常用于导弹、探空火箭、飞机起飞的助推器。目前在中小型的火箭發動機上面，固態火箭佔據很大的比例。

固態火箭發動機

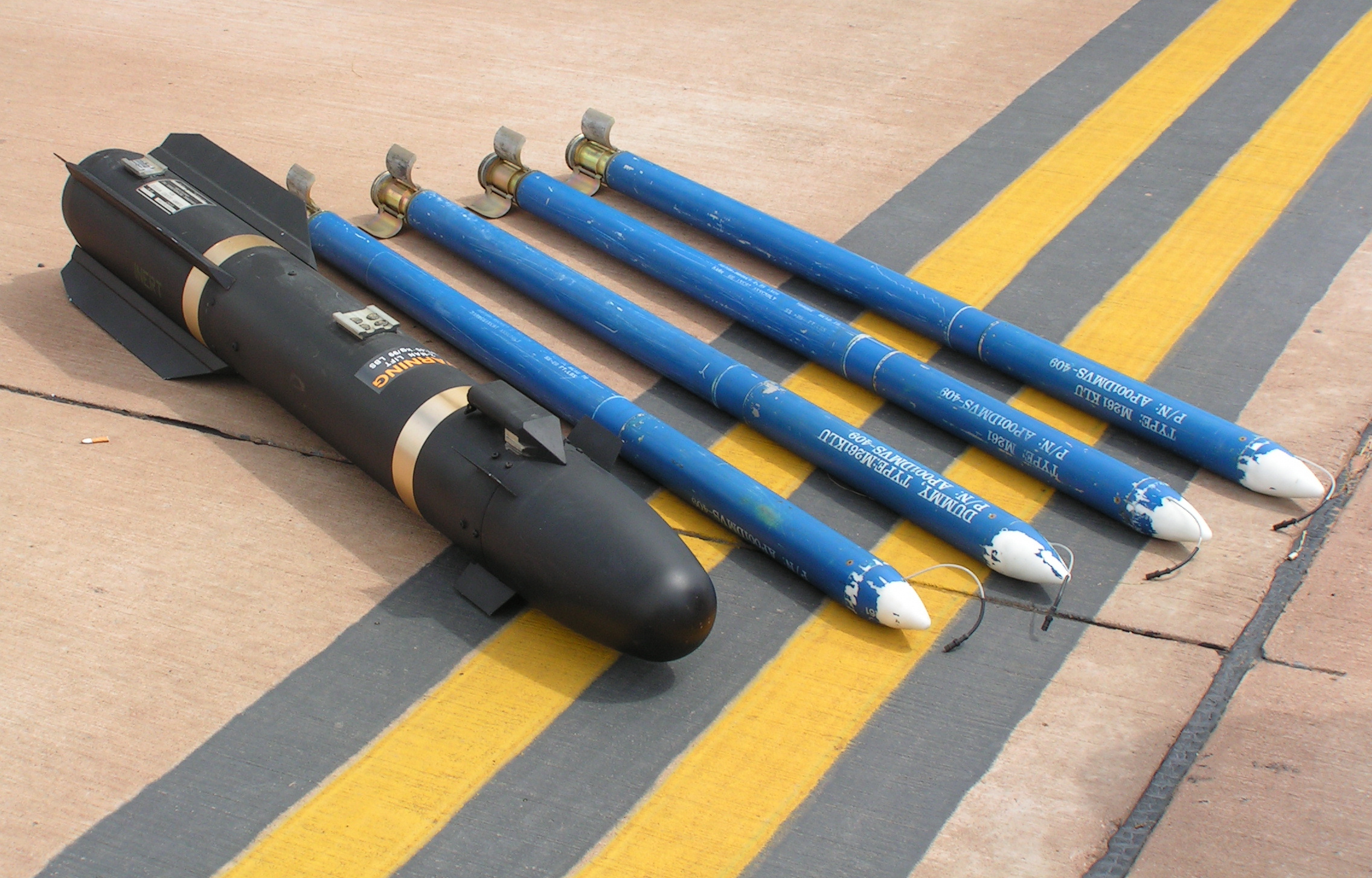
固態火箭的飛彈武器

## 燃料類型與特性
固態火箭發動機的燃料是直接安裝在火箭的後部，使用的時候利用點火器引發燃料燃燒，產生推力推送火箭。因為固態火箭燃料不需要額外的燃料槽，也不需要輸送或加壓的管線，在構造上固態火箭發動機比液態火箭發動機要簡單許多，重量也比較輕。
因為固態火箭發動機的燃料的量與型態是固定的，要隨意藉由調整燃料與氧化劑的量來控制推力非常困難，燃料一旦開始作用，若是中斷燃燒的過程，很難重新點燃，因此固態火箭發動機多半使用在推力需求較為固定，一經啟動就不需要停止的設計上面。在設計上需要依靠精確的形狀和燃料顆粒來控制燃燒的速度和產生的推力。近年來因為固態火箭具有低成本和高發射機動性等優點，受到軍事用戶和低軌小衛星發射商的重視，研究漸熱，也有大量控制推力的辦法發明并得到應用。
固態火箭發動機不需要經常維護，燃料雖然也有使用年限，通常需要更換的時間比液態火箭發動機的燃料要長。因此在需要使用的場合，固態火箭發動機的反應和準備時間較短。此外，固態火箭發動機沒有管線或者是加壓設備，對於外界的震盪或者是碰撞的忍耐程度比液態火箭發動機要高。蘇聯在發展機動彈道飛彈系統的時候就發現，以鐵路運輸的方式，車體的震盪對於液態火箭發動機的設備損傷很大，固態火箭就沒有這個問題。
目前的固态火箭的缺点是，工作时间短，如何将几十吨，或几百吨的货物送入太空站，并超过第一宇宙速度（7.9km/s)，这是各军事大国追求的目标。当货物远离地球200公里以上，速度达到7000米/秒以上时，而推动它的火箭的工作时间要大于150秒。